# Calapan
Calapan est une municipalité de 2e classe de la province de Mindoro oriental, dans la région MIMAROPA (région IV-B) des Philippines. Elle est la capitale de ces 2 subdivisions. Elle est située sur l'île de Mindoro.
Selon le recensement de 2010 la ville compte 124 173 habitants.

## Barangays

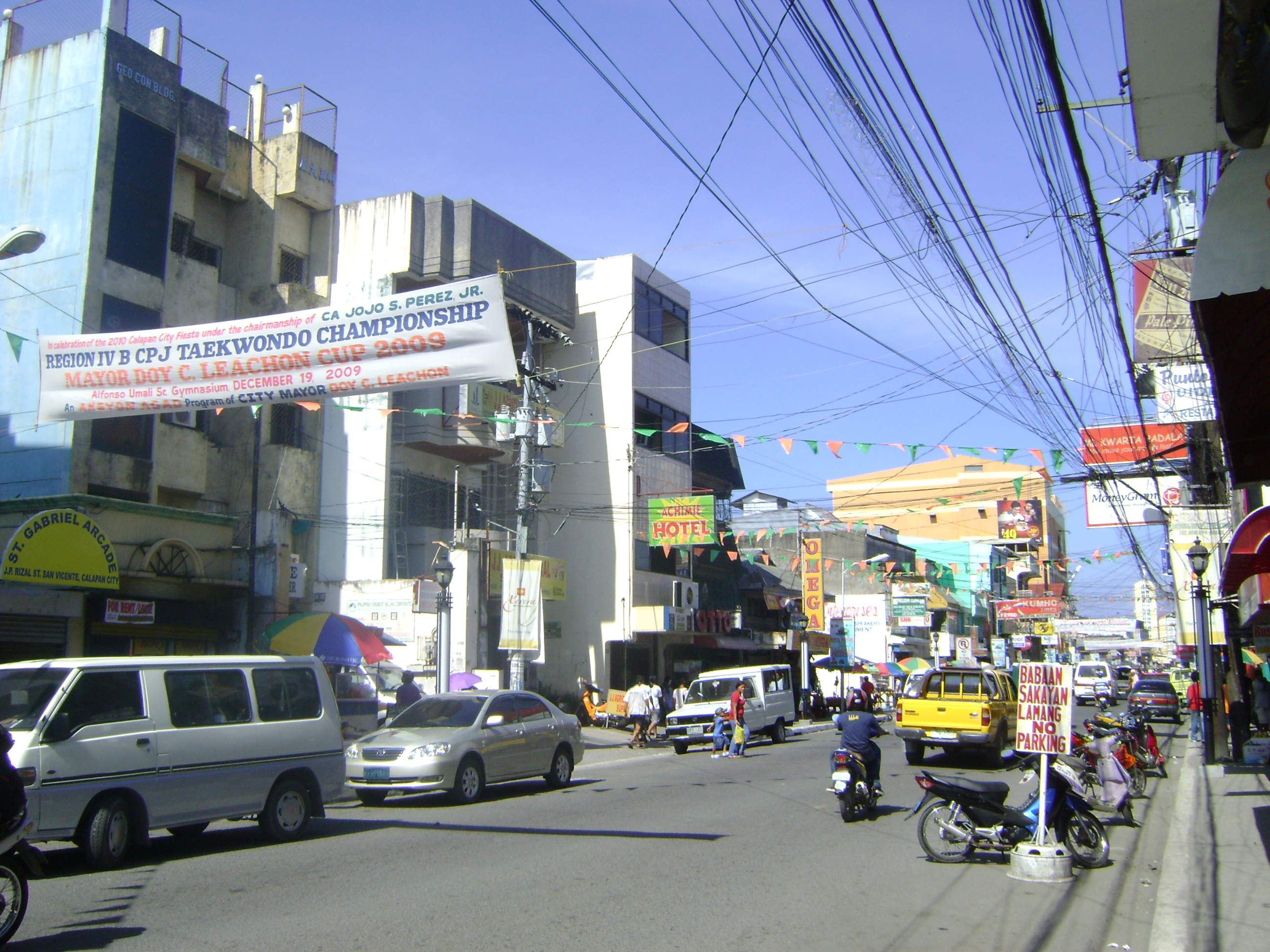
La ville de Calapan (2009)

Calapan est divisée en 62 barangays.
- Balingayan
- Balite
- Baruyan
- Batino
- Bayanan I
- Bayanan II
- Biga
- Bondoc
- Bucayao
- Buhuan
- Bulusan
- Sta. Rita
- Calero
- Camansihan
- Camilmil
- Canubing I
- Canubing II
- Comunal
- Guinobatan
- Gulod
- Gutad
- Ibaba East
- Ibaba West
- Ilaya
- Lalud
- Lazareto
- Libis
- Lumangbayan
- Mahal Na Pangalan
- Maidlang
- Malad
- Malamig
- Managpi
- Masipit
- Nag-Iba I
- Navotas
- Pachoca
- Palhi
- Panggalaan
- Parang
- Patas
- Personas
- Puting Tubig
- San Raphael
- San Antonio
- San Vicente Central
- San Vicente East
- San Vicente North
- San Vicente South
- San Vicente West
- Sta. Cruz
- Sta. Isabel
- Sto. Niño
- Sapul
- Silonay
- Sta. Maria Village
- Suqui
- Tawagan
- Tawiran
- Tibag
- Wawa
- Nag-Iba II

## Démographie
| Année | Habitants | Évolution |
| ----- | --------- | --------- |
| 1995  | 96 506    | -         |
| 2000  | 105 910   | 9,74 %    |
| 2007  | 116 976   | 10,45 %   |
| 2010  | 124 173   | 6,15 %    |